# 阿蘇惟種
阿蘇 惟種（あそ これたね）は、戦国時代から安土桃山時代にかけての肥後国の戦国大名。阿蘇氏（阿蘇神社大宮司）。

## 生涯
天文9年（1540年）、阿蘇惟豊の子として誕生。
天正11年（1583年）、兄・惟将が嗣子無くして没したため家督を継いだ。しかし翌天正12年（1584年）に没してしまい、その跡を僅か2歳の嫡男・惟光が継ぐ事となった。
幼年の惟光は梅北一揆扇動の罪を着せられたため豊臣秀吉に殺害され、惟光の死をきっかけに戦国大名としての阿蘇氏は滅亡していったが、惟光の弟・惟善が加藤清正に救われ大宮司職に復帰し阿蘇氏の血統を残した。

## 墓地
墓地は、昔は熊本県の山都町にある浜の館の武家屋敷があったとされる平地の近くに存在している。丘陵部にあり、浜の館方面が開けてよく見えるという。地元では通称「おたっちょさん」という愛称で親しまれてきた。
3基の墓石があり、地元集落がボランティアで周囲をきれいに整備している。山都町畑の国道218号交差点近く（徒歩1分）にある。
砥用町大字早楠（現・美里町）にある早楠神社は、阿蘇惟村（阿蘇氏11代当主）を祀ってあり、こちらも「おたっちょさん」という愛称で親しまれている。砥用町史には、「御舘中様」の事ではないかという説が書かれている。